# Open Pool Australian Lightwater Reactor
Der Open Pool Australian Lightwater Reactor (OPAL) ist ein Forschungsreaktor, der seit 2006 durch die Australian Nuclear Science and Technology Organisation betrieben wird. Er befindet sich in Lucas Heights etwa 31 Kilometer südwestlich des Stadtzentrums von Sydney. Es handelt sich um einen Leichtwasserreaktor mit einer der modernsten Neutronenstreueinrichtungen, die von dem argentinischen Hochtechnologieunternehmen INVAP errichtet wurde. 

## Geschichte
Der Reaktor wurde am 12. August 2006 zum ersten Mal kritisch und erreichte am 3. November 2006 die volle Leistung von 20 MW. Er wird neben Forschungszwecken für die Produktion von radioaktiven medizinischen Präparaten genutzt. Er ersetzt den seit 1958 betriebenen Forschungsreaktor HIFAR, der am 30. Januar 2007 außer Betrieb ging.
Nach den anfänglichen Anpassungen konnte der Reaktor an mehr als 300 Tagen pro Jahr betrieben werden.